# Suspicion (série télévisée, 1957)
Pour les articles homonymes, voir Suspicion.
À ne pas confondre avec l'autre série produite par Alfred Hitchcock présentant le même titre français : « Suspicion ».
Suspicion (Suspicion) est une série télévisée américaine en 42 épisodes de 50 minutes, en noir et blanc, créée par Alfred Hitchcock et diffusée entre le 30 septembre 1957 et le 21 juillet 1958 sur le réseau NBC.

## Synopsis
Cette série est une anthologie d'histoires noires.

## Épisodes (1957-1958)
1. Pris au piège (Four O'Clock) avec E. G. Marshall et Harry Dean Stanton
2. Tuez-moi gentiment (Murder Me Gently) avec Kurt Kasznar et Jessica Tandy
3. L'Autre Côté du voile (The Other Side of the Curtain) avec Donna Reed
4. La Main gantée (Hand in Glove) avec Fred Gwynne et Burgess Meredith
5. L'Histoire de Marjorie Reardon (The Story of Marjorie Reardon) avec Rod Taylor, Henry Silva et Michael Landon
6. Le Journal de la mort (Diary for Death) avec Macdonald Carey et Jack Klugman
7. Battement de cœur (Heartbeat) avec David Wayne, Warren Beatty et Pat Hingle
8. L'Éclat des diamants (The Sparkle of Diamonds avec Ralph Bellamy
9. Le Vol (The Flight avec Audie Murphy et Jack Warden
10. Jour pluvieux (Rainy Day) avec Robert Flemyng et John Williams
11. Le Jeu de la mort (The Deadly Game) avec Boris Karloff et Joseph Wiseman
12. Apocalypse (Doomsday) avec Dan Duryea et Charles Bronson
13. La Pénombre de l'escalier (The Dark Stairway) avec Jack Klugman et Phyllis Thaxter
14. Quelqu'un est après moi (Someone Is After Me) avec Edward Andrews
15. Le Crime du Lord (Lord Arthur Savile's Crime) avec Sebastian Cabot et Rosemary Harris
16. La Fin de la violence (End in Violence) avec John Ireland
17. Le Survivant (Comfort for the Grave) avec Jan Sterling et Paul Douglas
18. Rendez-vous à Paris (Meeting on Paris) avec Rory Calhoun et Jane Greer
19. La Soif du mal (A Touch of Evil) avec Harry Guardino et John Carradine
20. Si je meurs avant de vivre (If I Die Before I Live) avec Edie Adams
21. L'Homme sans ombre (The Hollow Man) avec Dane Clark et Ross Martin
22. Un monde d'étrangers (A World Full of Strangers) avec Janice Rule
23. L’Œil de la vérité (The Eye of Truth) avec Joseph Cotten et Thayer David
24. Diagnostic : Mort (Diagnosis : Death) avec Larry Parks
25. Le Taureau (The Bull Skinner) avec Rod Steiger
26. La Fille du dessus (The Girl Upstairs) avec Denholm Elliott
27. Fraction de seconde (Fraction of a Second) avec Bette Davis
28. Le Chemin du Paradis (The Way Up to Heaven) avec Marion Lorne et Sebastian Cabot
29. La Femme aux cheveux roux (The Woman with Red Hair) avec Roddy McDowall et Marian Seldes
30. Protège (Protege) avec Agnes Moorehead, William Shatner et Jack Klugman
31. Le Coffre de velours (The Velvet Vault) avec Elizabeth Montgomery
32. Le Meurtrier et la Victime (The Slayer and the Slain)
33. Une voix dans la nuit (Voice in the Night) avec Barbara Rush, Patrick Macnee et James Coburn
34. Le Processus (Death Watch) avec Edmond O'Brien et Janice Rule
35. L'Homme au pistolet (The Man with the Gun) avec Anthony Quayle
36. La Femme transformée (The Woman Turned to Salt) avec Michael Rennie et Pamela Brown
37. Œil pour œil (Eye for an Eye) avec Ray Milland et Andrew Duggan
38. Retour des ténèbres (Return from Darkness) avec Lorne Greene et Phyllis Thaxter
39. Trois avec le diable (The Devil Makes Three) avec James Daly
40. L'Imposteur (The Imposter) avec Roddy McDowall et Kent Smith
41. La Mort de Paul Dane (The Death of Paul Dane) avec Janice Rule, Warren Stevens et Eli Wallach
42. Le Dernier Bus en ville (The Last Town Car) avec Claudette Colbert et Kent Smith